# Godby arboretum

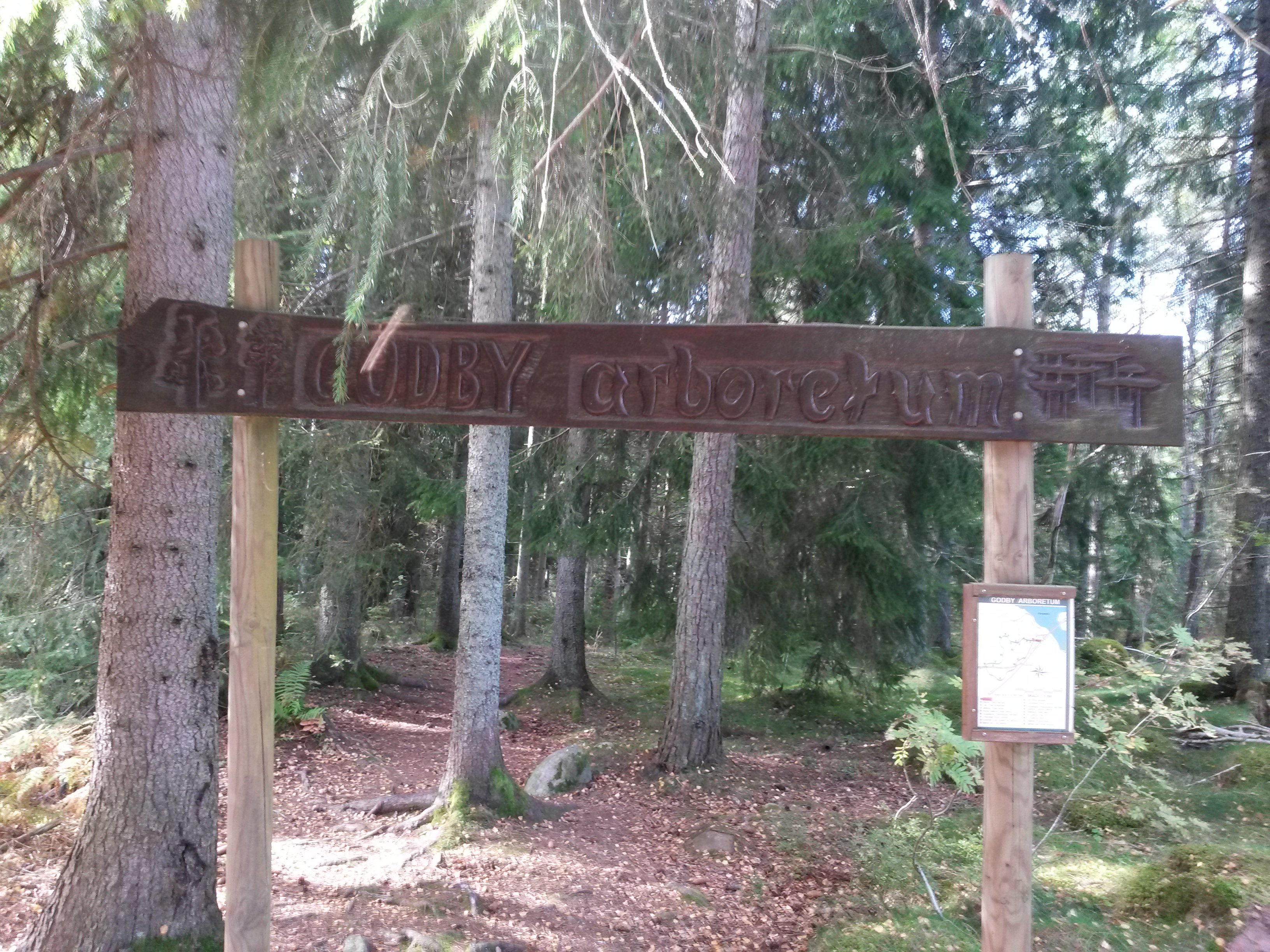
Godby arboretum är upplagd som en 1,7 km lång vandringsstig.

Godby arboretum är ett arboretum i Godby i Finströms kommun på Åland. Arboretet är upplagt som en 1,7 km lång vandringsstig, den ligger i den så kallade Doktorsskogen väster om Färjsundet i anslutning till utsiktskafét Uffe på berget.
Godby arboretum anlades på 1930-talet, en tid när försök med utländska trädslag var vanligt i skogsforskningen i Finland. Utländska trädslag planterades inte bara i Godby utan återfinns på flera platser på Åland. I Godby arboretum finns exoter som idegran, jättetuja, silvergran, sibirisk ädelgran, douglasgran, contortatall, sibirisk lärk, kurilerlärk, avenbok och fågelbär.
Godby arboretum upprätthålls av Ålands landskapsregerings skogsbruksbyrå och är belägen på landskapets mark.